# Elymus schrenkianus
Elymus schrenkianus är en gräsart som först beskrevs av Fisch. och Carl Anton von Meyer, och fick sitt nu gällande namn av Nikolai Nikolaievich Tzvelev. Elymus schrenkianus ingår i släktet elmar, och familjen gräs. Inga underarter finns listade i Catalogue of Life.